# Gaetano Salvemini
Pour les articles homonymes, voir Salvemini.
Gaetano Salvemini (né à Molfetta, le 8 septembre 1873 mort à Sorrente le 6 septembre 1957) est un historien et homme politique italien.

## Biographie
Après des études de lettres à l'université de Florence en 1896, il enseigne l'histoire médiévale apparaissant rapidement comme un des meilleurs jeunes historiens. Après avoir enseigné le latin dans un collège à Palerme, il obtient à seulement vingt huit ans la chaire d'histoire moderne à l'université de Messine (1901). En 1908, le tremblement de terre anéantit sa famille, il perd sa femme, ses cinq enfants et sa sœur. Il enseigne alors successivement à Pise et à Florence. Parmi ses élèves, on trouve Carlo Rosselli, Ernesto Rossi, et Camillo Berneri.
En 1916, il se remarie avec la femme de lettres Fernande Dauriac, divorcée de Julien Luchaire, et mère de Jean Luchaire.
Entre 1919 et 1921, il travaille au Parlement italien. Membre du Parti socialiste italien, il défend le suffrage universel et travaille au relèvement économique de l'Italie du Sud, en particulier en luttant contre la corruption.

## Positions politiques
Il adhère au Parti socialiste italien et au courant « méridionaliste », collaborant, depuis 1897, à la revue Critica Sociale. Il est un fervent défenseur du suffrage universel et de la solution à la question du Mezzogiorno. Il cherche à amener le mouvement socialiste sur les positions méridonialistes en insistant sur la nécessité d'un lien entre les ouvriers du nord et les paysans du sud, sur la nécessité de l'abolition du protectionnisme et des tarifs de l'état, qui protègent l'industrie et causent du tort aux consommateurs; et sur la nécessité de créer de petites propriétés paysannes pour mettre fin aux latifundium.
Salvemini combat les mauvaises habitudes politiques et les graves responsabilités de Giovanni Giolitti (crack de la Banque romaine) avec "le ministre du milieu" (1910). Au sein du parti socialiste, il se heurte au courant majoritaire de Filippo Turati sur les thèmes cités plus haut et ensuite en raison du manque de réactions du parti contre la Guerre italo-turque (1911), il quitte alors le parti socialiste.
En décembre 1911, il donne vie à un périodique L'Unità, qu'il dirige jusqu'en 1920 tout en essayant de créer un nouveau parti, la Ligue démocratique, méridionaliste, socialiste à des fins de justice et libérale dans la méthode et contre tous les privilèges.

## Première Guerre mondiale
En 1914, il soutient des positions interventionniste en se déclarant convaincu de la nécessité de surpasser les anachroniques impériaux austro-hongrois et allemands, mais vers la fin de la Première Guerre mondiale, il exprime sa désillusion pour l'occasion manquée de l'espoir de surpasser la rivalité antipopulaire entre les états et en une participation démocratique des peuples aux décisions des gouvernements.

## Avènement du fascisme

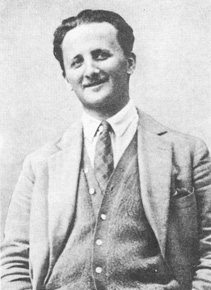
Photo de Nello Rosselli, un des opposants à Mussolini

Élu député en 1919 lors de l'arrivée du fascisme, il se range immédiatement dans le camp des frères Carlo Rosselli et Nello Rosselli et avec Ernesto Rossi, qui voient en lui leur maitre commun, tous s'opposent à Benito Mussolini.
En 1925, Salvemini, les deux frères Rosselli et Nello Traquandi fondent à Florence le premier journal antifasciste clandestin: "ne pas céder" (Non Mollare).
Arrêté à Rome par la police fasciste le 8 juin 1925, puis jugé en même temps que Ernesto Rossi, il bénéficie d'une amnistie en août. Il se réfugie clandestinement en France.
À Paris, il est rejoint par les frères Rosselli, et en novembre 1929, il est un des fondateurs du mouvement "Giustizia e Libertà", né de l'initiative des frères Rosselli et d'autres intellectuels démocrates parmi lesquels Emilio Lussu, Alberto Tarchiani et Alberto Cianca.
Des groupes "Giustizia e Libertà" se forment en Italie surtout dans le milieu des étudiants. Beaucoup d'adhérents, comme Ernesto Rossi, Ferruccio Parri, Leone Ginzburg, sont arrêtés et condamnés à de longues peines de prison.
Il part en Angleterre, où il lance une dure polémique avec George Bernard Shaw, socialiste "gradualiste", thuriféraire du fascisme mussolinien et adepte, qui plus est, de la pensée raciale et de l'eugénisme.
En 1934, il part aux États-Unis, où il enseigne l'histoire de la civilisation italienne à l'université Harvard et il obtient la nationalité américaine en 1940.

## Seconde Guerre mondiale
Pendant la Seconde Guerre mondiale, Salvemini se bat pour une politique contre le fascisme, le communisme, le cléricalisme et la monarchie italienne. En 1939, il crée la "Mazzini Society", avec un groupe d'adhérents à "Giustizia e Libertà", des républicains et des antifascistes démocrates parmi ceux-ci Lionello Venturi, Giuseppe Antonio Borgese, Randolfo Pacciardi, Michele Cantarella, Aldo Garosci, Carlo Sforza, Alberto Tarchiani et Max Ascoli. Leur position est contraire à la monarchie et à l'accord de Toulouse entre communistes staliniens, socialistes et d'autres adhérents de "Giustizia e Libertà'.
Pendant cette période, il écrit notamment La Terreur fasciste, 1922-26, La Dictature fasciste en Italie (The Fascist Dictatorship in Italy, 1928), Mussolini diplomate (1932), Under the Axe of Fascism, 1936 The Origins of Fascism in Italy (1942) et Prélude à la Seconde Guerre mondiale (Prelude to World War II).

## Après-guerre
Il rentre en Italie en 1947 et reprend l'enseignement à l'Université de Florence. Il continue à différents niveaux la lutte politique inspirée d'une vision laïque de la vie, à l'aversion contre les dogmes et les nébulosités idéologiques, contre la bureaucratie, le cléricalisme. Il s'oppose au régime démocrate chrétien et au Front démocratique populaire, expression du totalitarisme de gauche, il soutient la nécessité d'abroger le Concordat voulu par Benito Mussolini, et il défend l'école publique contre les réformes, qu'il juge réactionnaires, des gouvernements centristes.
En 1955, il obtient de l'Académie des Lyncéens le prix international Feltrinelli pour l'histoire et le diplôme honoris causa de l'Université d'Oxford. Il décède en 1957.

## Quelques écrits
- Magnati e popolani in Firenze dal 1280 al 1295 (1899)
- La Rivoluzione francese, 1788-1792 (1905 ; 7e édition définitive, 1954)
- La Terreur fasciste, 1922–1926 (1927)
- La Dictature fasciste en Italie (The Fascist Dictatorship in Italy) (1928)
- Mussolini diplomate (1932)
- Under the Axe of Fascism (1936)
- The Origins of Fascism in Italy (1942)
- Prélude à la Seconde Guerre mondiale (Prelude to World War II) (1953)